# 미하일 울리야노프

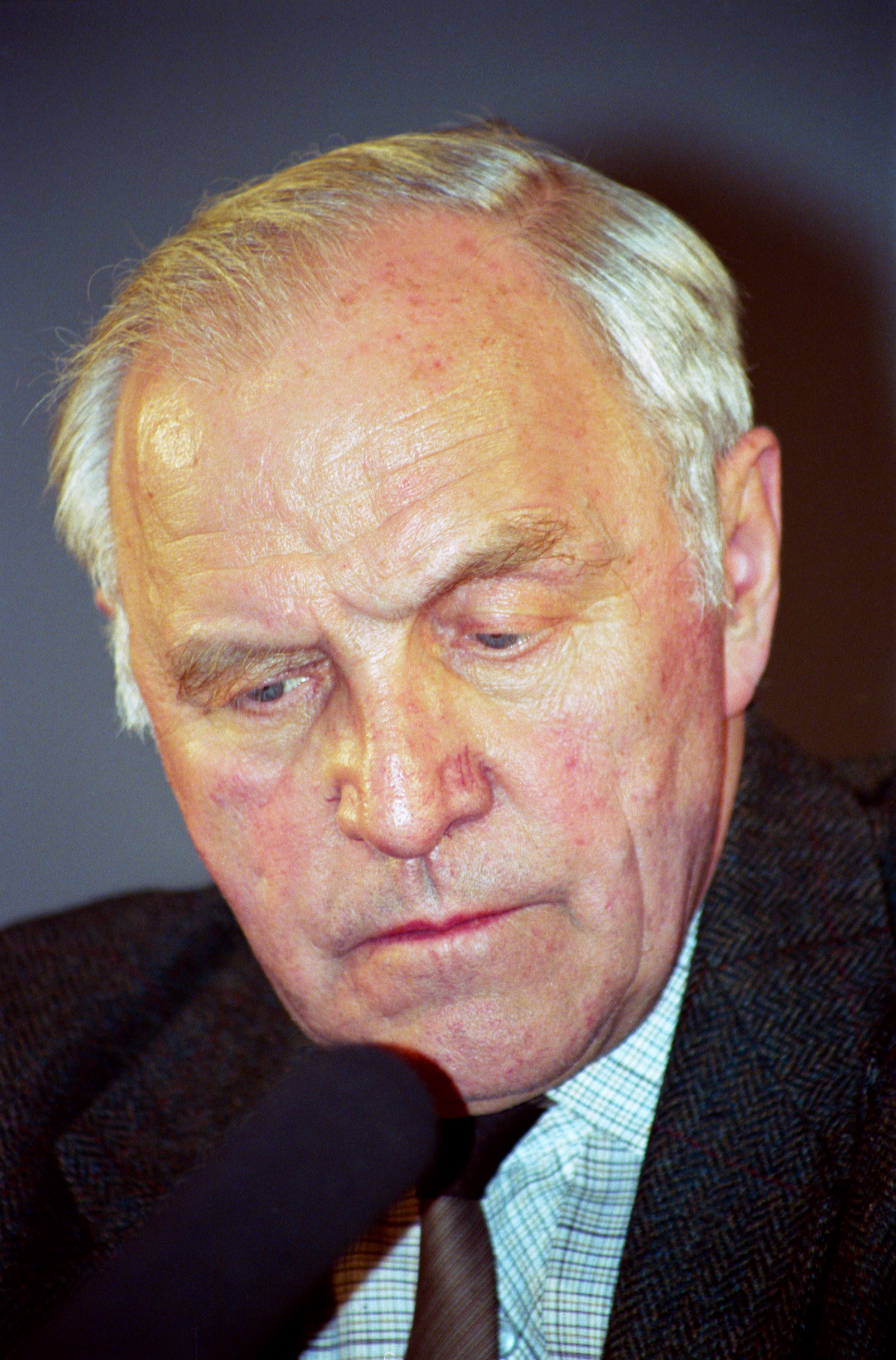
1998년 모습

미하일 울리야노프(본명: 미하일 알렉산드로비치 울리야노프, 러시아어: Михаил Александрович Ульянов, 1927년 11월 20일 ~ 2007년 3월 26일)는 제2차 세계 대전 이후 소련 연극과 영화에서 가장 인정받는 인물 중 한 명이었던 소련과 러시아의 배우였다. 1969년 소련 인민예술가, 1986년 사회주의 노동영웅으로 선정되었으며, 1982년 베네치아 국제 영화제에서 특별상을 수상했다.

## 수상
- 1986: 사회주의 노동영웅
- 1996: 조국공헌훈장
- 1966: 레닌상
- 1983: 소련 국가상
- 1982: 베네치아 국제 영화제 특별상